# Атазанавір
Атазанаві́р (міжнародна транскрипція ATV; Reyataz) — синтетичний противірусний препарат з групи інгібіторів протеази для приймання всередину.

## Фармакологічні властивості
Атазанавір — синтетичний противірусний препарат з групи інгібіторів протеази. Механізм дії препарату полягає у інгібуванні активного центру ферменту вірусу ВІЛ — протеази, порушенні утворення вірусного капсиду та пригнічує реплікацію вірусу ВІЛ з утворенням незрілих вірусних частинок, що не можуть інфікувати клітини організму. До атазанавіру чутливий виключно вірус ВІЛ-1 та нечутливі протеази людини та інших еукаріотів.

### Фармакокінетика
Атазанавір при прийомі всередину швидко всмоктується, максимальна концентрація в крові досягається протягом 2,7 годин. Біодоступність препарату становить 70%, при прийомі під час їжі біодоступність препарату збільшується. Атазанавір погано проникає через гематоенцефалічний бар'єр. Атазанавір проникає через плацентарний бар'єр та виділяється в грудне молоко. Препарат метаболізується в печінці, виводиться з організму переважно з калом, частково виводиться нирками у вигляді неактивних метаболітів. Період напіввиведення атазанавіру становить 7 годин, цей час може змінюватися при печінковій недостатності.

## Показання до застосування
Атазанавір застосовують для лікування ВІЛ-інфекції, що спричинює ВІЛ-1, у складі комбінованої терапії у дорослих. Монотерапію препаратом не застосовують у зв'язку з швидким розвитком резистентності вірусу ВІЛ до препарату.

## Побічна дія
При застосуванні атазанавіру можливі наступні побічні ефекти:
- З боку шкірних покривів — часто (1—10%) висипання на шкірі; нечасто (0,1—1%) свербіж шкіри, алергічний дерматит, кропив'янка, алопеція.
- Алергічні реакції — нечасто (0,1—1%) задишка, гарячка.
- З боку травної системи — часто (1—10%) нудота, блювання, діарея, зниження апетиту, біль ув животі, метеоризм, жовтяниця, холелітіаз; нечасто (0,1—1%) гепатит, печінкова недостатність, панкреатит, афтозний стоматит.
- З боку нервової системи — часто (1—10%) головний біль; нечасто (0,1—1%) безсоння, сонливість, підвищена втомлюваність, парестезії, запаморочення, депресія, порушення орієнтації.
- З боку опорно-рухового апарату — нечасто (0,1—1%) міалгії, артралгії, атрофія м'язів; рідко (0,01—0,1%) міопатії, рабдоміоліз.
- З боку сечовидільної системи — нечасто (0,1—1%) нефролітіаз, кристалурія, гематурія, часте сечовипускання, інтерстиціальний нефрит.
- З боку серцево-судинної системи — нечасто (0,1—1%) артеріальна гіпертензія, периферичні набряки; рідко (0,01—0,1%) аритмії, подовження інтервалу QT на ЕКГ, AV-блокада.
- Інші побічні ефекти — часто (1—10%) ліподистрофія; нечасто (0,1—1%) лактатацидоз, цукровий діабет, гінекомастія (переважно у комбінації з іншими препаратами); у окремих випадках збільшення частоти кровотеч у хворих гемофілією.
- Зміни в лабораторних аналізах — дуже часто (22—47%) підвищення рівня білірубіну, часто (1—10%) підвищення активності амінотрансфераз і гаммаглютамілтранспептидази (ГГТП) в крові; гіперглікемія; нечасто (0,1—1%) гематурія, протеїнурія.

Під час проведення комбінованої антиретровірусної терапії у хворих зростає імовірність лактатацидозу, остеонекрозу, гепатонекрозу. При проведенні ВААРТ у хворих зростає імовірність розвитку серцево-судинних ускладнень, гіперглікемії та гіперлактемії. Під час проведення ВААРТ зростає імовірність синдрому відновлення імунної системи із загостренням латентних інфекцій.

## Протипоказання
Атазанавір протипоказаний при підвищеній чутливості до препарату, важкій печінковій недостатності. З обережністю застосовують при вагітності та годуванні грудьми. Препарат не рекомендується застосовувати разом із астемізолом, цизапридом, терфенадином, мідазоламом, пімозидом, бепридилом, аміодароном, алкалоїдами ріжків, пропафеноном, рифампіцином, симвастатином, ловастатином, індинавіром, нелфінавіром, препаратами звіробою.

## Форми випуску
Атазанавір випускається у вигляді желатинових капсул по 0,1, 0,15, 0,2 та 0,3 г.